# جامعة باث سبا
حصلت المؤسسة على الإعتماد الجامعي الكامل في أغسطس 2005 ، وكانت تُعرف سابقًا باسم كلية باث للتعليم العالي ، ولاحقًا كلية باث سبا الجامعية. تعتبر سادس أكبر مزود لتعليم المعلمين في المملكة المتحدة.

## التاريخ
تعود جذور المؤسسة إلى تأسيس مدرسة باث للفنون في عام 1852 ، بعد المعرض الكبير لعام 1851.
في عام 1992 ، مُنحت الكلية صلاحيات منح الدرجات العلمية وفي عام 1997 اعتمد اسم الكلية الجامعية باث سبا . في مارس 2005 تم منح المؤسسة وضع الجامعة ، لتصبح جامعة باث سبا في أغسطس 2005.

## الحرم الجامعي

### نيوتن بارك

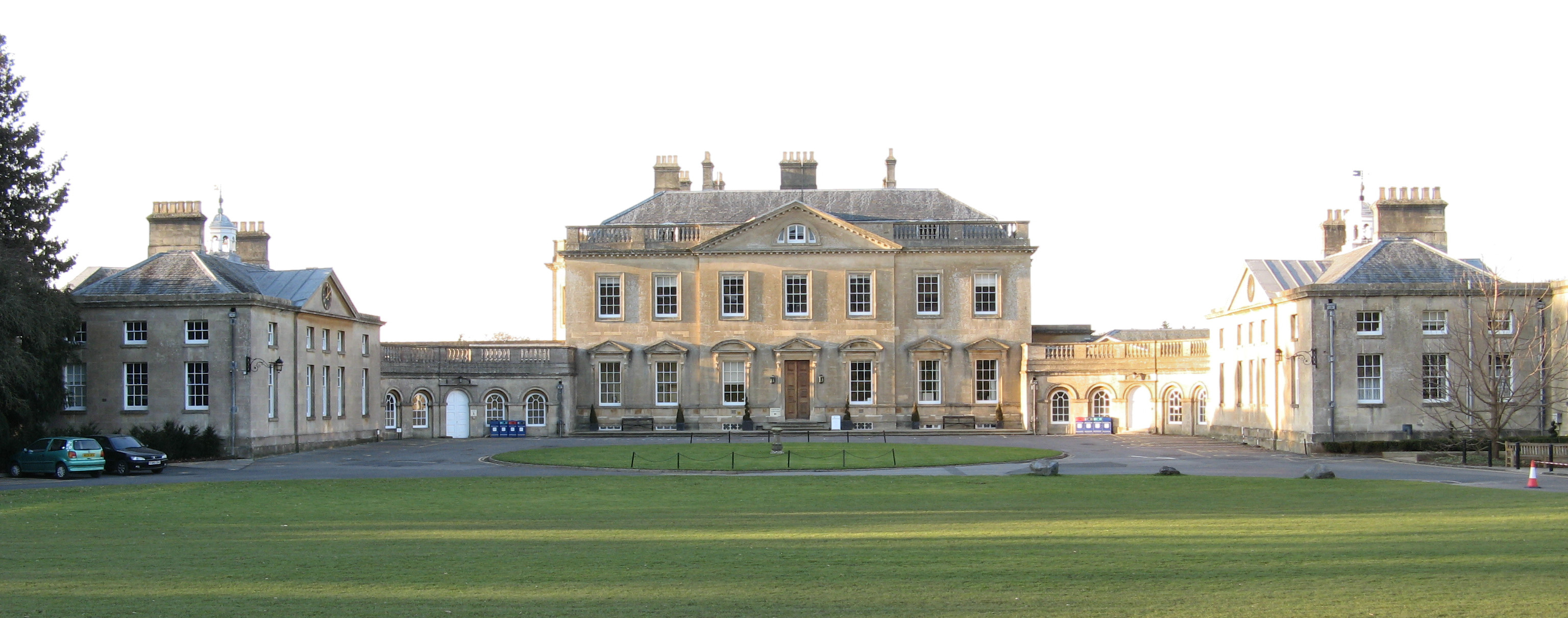
المنزل الريفي الجورجي من القرن الثامن عشر في نيوتن بارك

حرم نيوتن بارك ، في غرب باث بالقرب من قرية نيوتن سانت لوي ، هو أكبر حرم للجامعة من ين الثلاثة الرئيسيين. هنا يتم تدريس المحاضرات من جميع الكليات ، باستثناء الفنون والتصميم ومعظم محاضرات الدراسات العليا. يقع الحرم الجامعي في نيوتن بارك ، في أراضي صممها مهندس المناظر الطبيعية الإنجليزي لانسلوت "Capability" براون والمستأجرة من دوقية كورنوال .

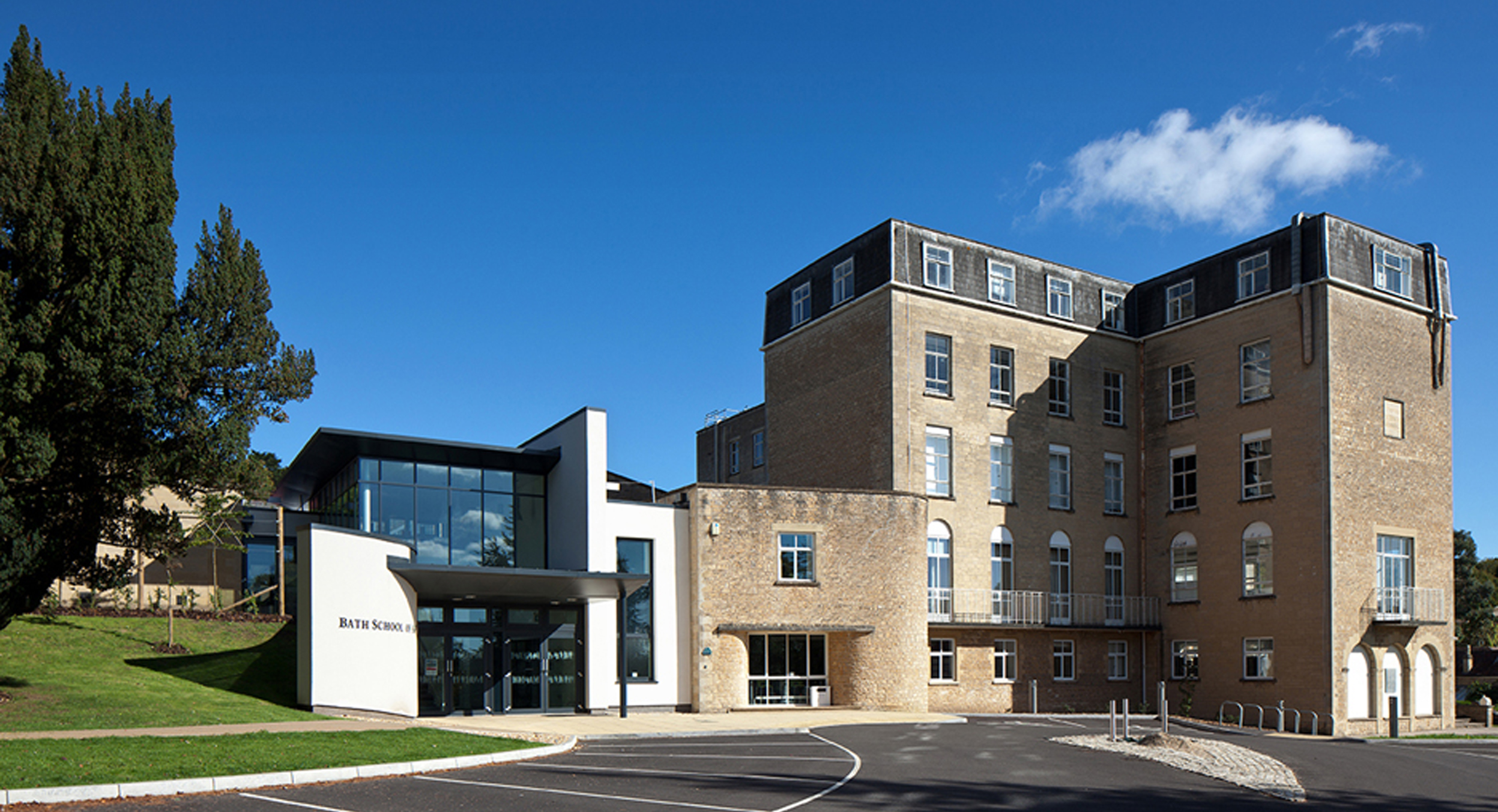
مدرسة باث للفنون والتصميم

### مدرسة باث للفنون والتصميم ، سيون هيل ، باث
يقع حرم سيون هيل في شمال باث ، في منطقة لانسداون . يضم هذا الحرم الجامعي مدرسة باث للفنون والتصميم ويتم تدريس غالبية محاضرات الفن والتصميم هنا. يمتد تاريخها إلى مدرسة باث للفنون الأصلية التي تأسست عام 1852. أحد أقدم أساتذة المدرسة أنتوني كاري ستانوس ، رسام أيرلندي اشتهر بالمشاهد البحرية والذي ساعد لاحقًا في إنشاء مجتمع تطور إلى أكاديمية أولستر الملكية .

### محكمة كورشام ، كورشام

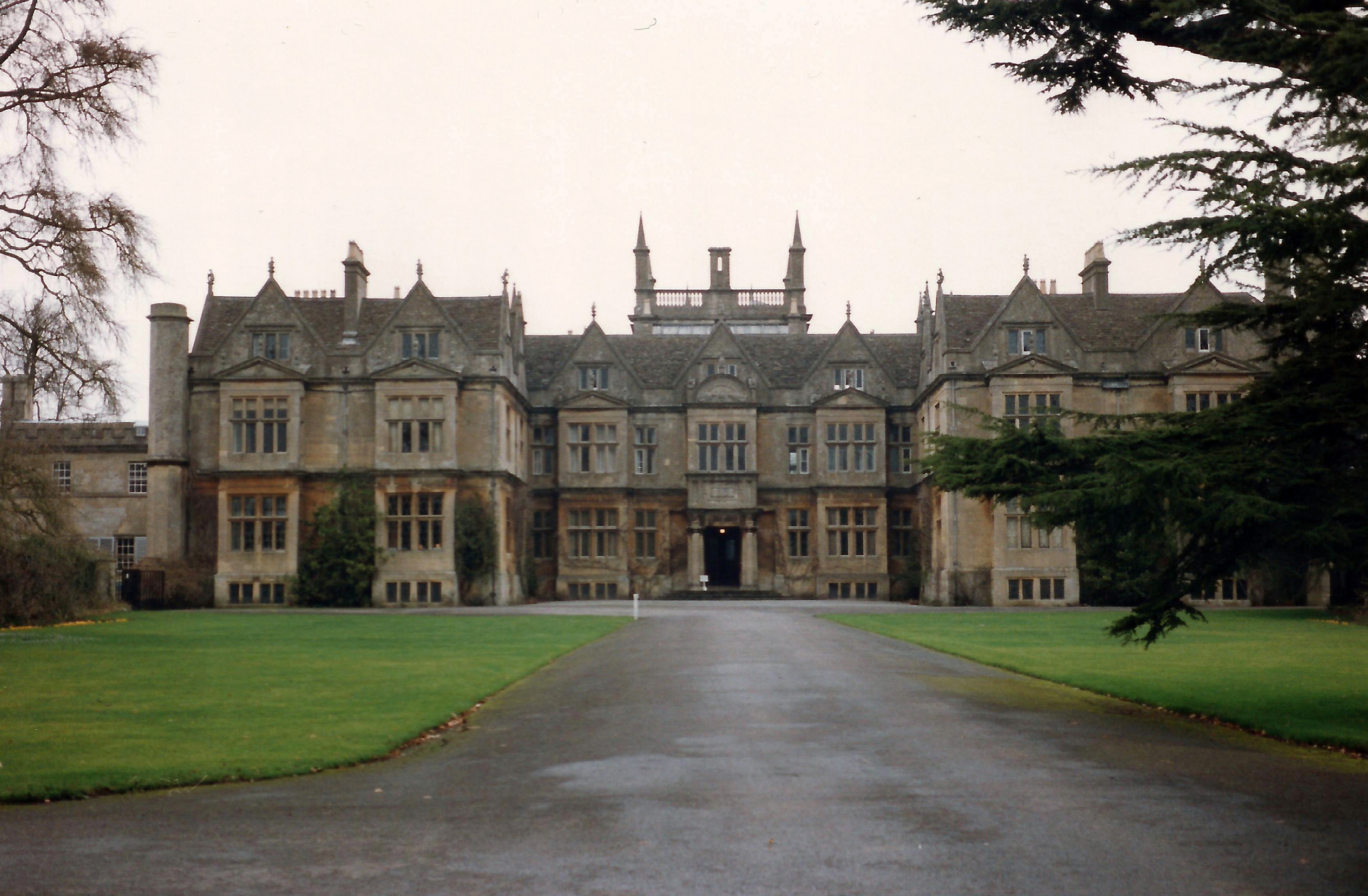
محكمة كورشام

## الملف الأكاديمي

### الترتيب والسمعة
قالب:Infobox UK university rankingsفي 2005 و 2006 و 2008 ، تم اختيار الجامعة في أفضل 10 جامعات بريطانية حديثة من قبل الصنداي تايمز ، في المراكز 8 و 5 و 8 على التوالي. حصلت الجامعة مرة أخرى على المرتبة الثامنة كأفضل جامعة حديثة في المملكة المتحدة من قبل صحيفة صنداي تايمز في دليلها الجامعي لعام 2016.
وفقًا لتقييم مجتمع التميز البحثي لعام 2014 ، 51٪ من الأبحاث التي يتم إجراؤها في الجامعة إما رائدة عالميًا أو ذات أهمية دولية ، ارتفاع من 19٪ في عام 2008. معدل القبول 12٪.

## روابط خارجية
- الموقع الرسمي